# 臺北市立新興國民中學
25°03′43″N 121°31′33″E / 25.0619756°N 121.5257455°E
臺北市立新興國民中學，簡稱新興國中，成立於1969年，校址臺北市中山區林森北路511號，為行天宮舊址，緊鄰捷運中和新蘆線中山國小站。新興國中以網球成績出眾而知名

## 校史

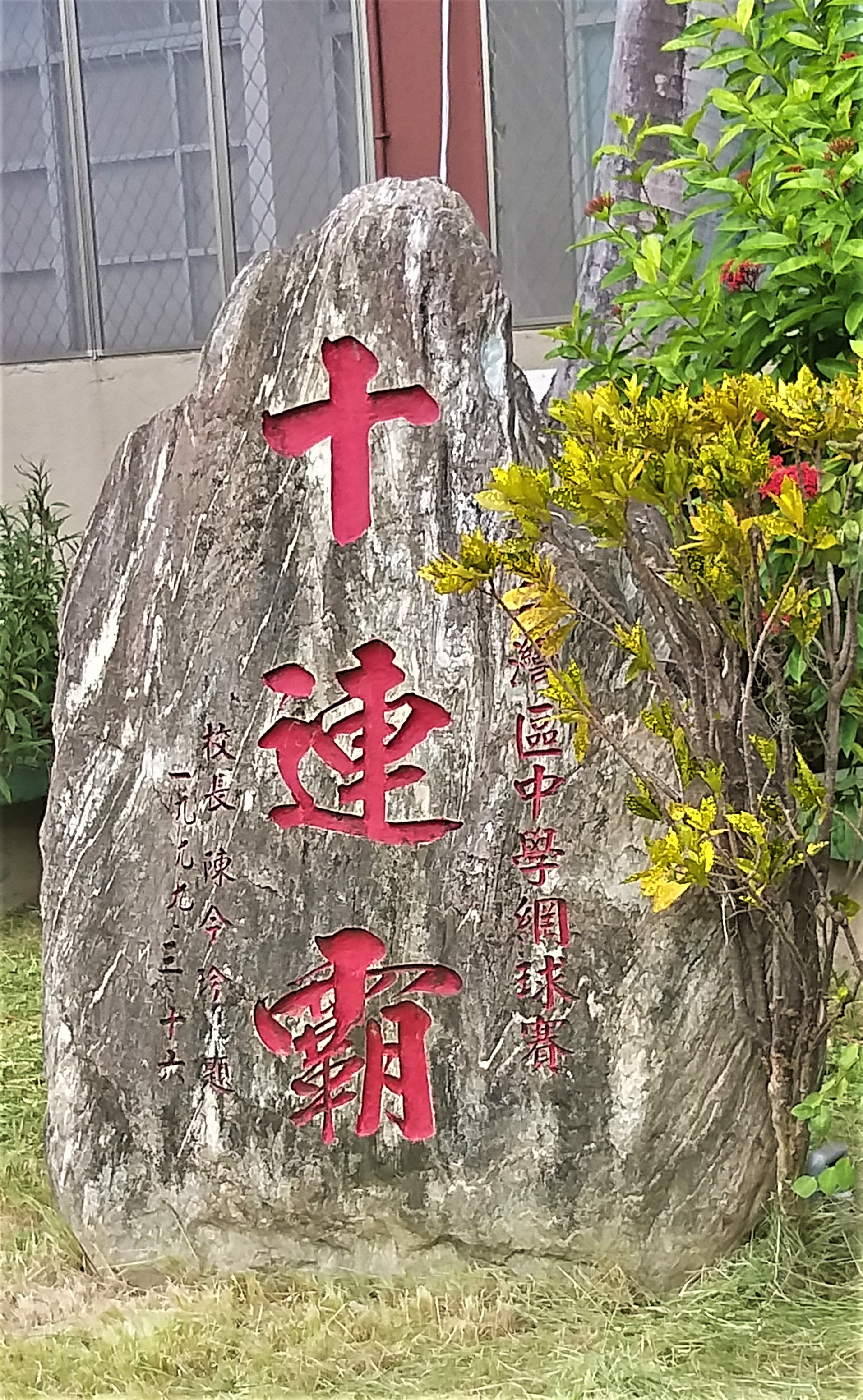
新興國中網球稱霸紀念碑。

新興國中創立前，校址的林森北路側為「關帝廟行天宮」（今名行天宮），廟旁廟後另有土地公廟及二百五十戶民宅。1966年，政府為推動九年國民教育，將當地劃為新興國中預定地。臺北市政府採取「以地易地」的方式，讓行天宮換取當時仍為河川地的民權東路、松江路口東北角之土地。1968年1月，行天宮在新址舉辦慶成典禮。
1969年8月，首任校長詹出錐奉命籌辦國中，由國宅會發包興建校舍。詹校長協商遷移所有民宅，並將土地公廟安排遷至校址東南角。同年首屆新生入學，暫借民生國中上課。1970年7月，學校遷回現址。
2017年6月，成立首座「職業試探與體驗示範中心」，規劃電機與電子、設計兩大職探場所，其中設計教室有十餘台廿一吋的蘋果電腦。該中心與松山工農、泰北高中合作，導入業師教學，並安排職場參訪與實習。
2020年5月，新興國中公告為109學年度臺北市公立國民中學「大學區」學校，凡設籍在臺北市的國小應屆畢業生，不受原劃定學區限制，均可申請就讀新興國中。

## 歷任校長
| 屆別  | 姓名   | 任職時間      |
| ----- | ------ | ------------- |
| 第1任 | 詹出錐 | 1969年-1980年 |
| 第2任 | 陳醮平 | 1980年-1990年 |
| 第3任 | 陳永鎮 | 1990年-1997年 |
| 第4任 | 陳今珍 | 1997年-2003年 |
| 第5任 | 曾文龍 | 2003年-2007年 |
| 第6任 | 謝勝隆 | 2007年-2014年 |
| 第7任 | 朱玉齡 | 2014年-2018年 |
| 第8任 | 楊啟明 | 2018年-       |

### 組織架構
核定總班級數15班(包括普通班、特殊班、體育班)，教師預算員額數39人，職員工人數22人(含校長、職員、約聘僱人員、職工、教練及臨時人員)，下設3處3室。

## 社團
- 微電影社[9]
- 吉他流行民謠社[9]
- 熱舞社[9]
- 口琴社[2]
- 3D列印創客手作社[2]
- 創意機器人社[2]
- 小田園社
- 美術社
- 籃球社

## 網球校隊

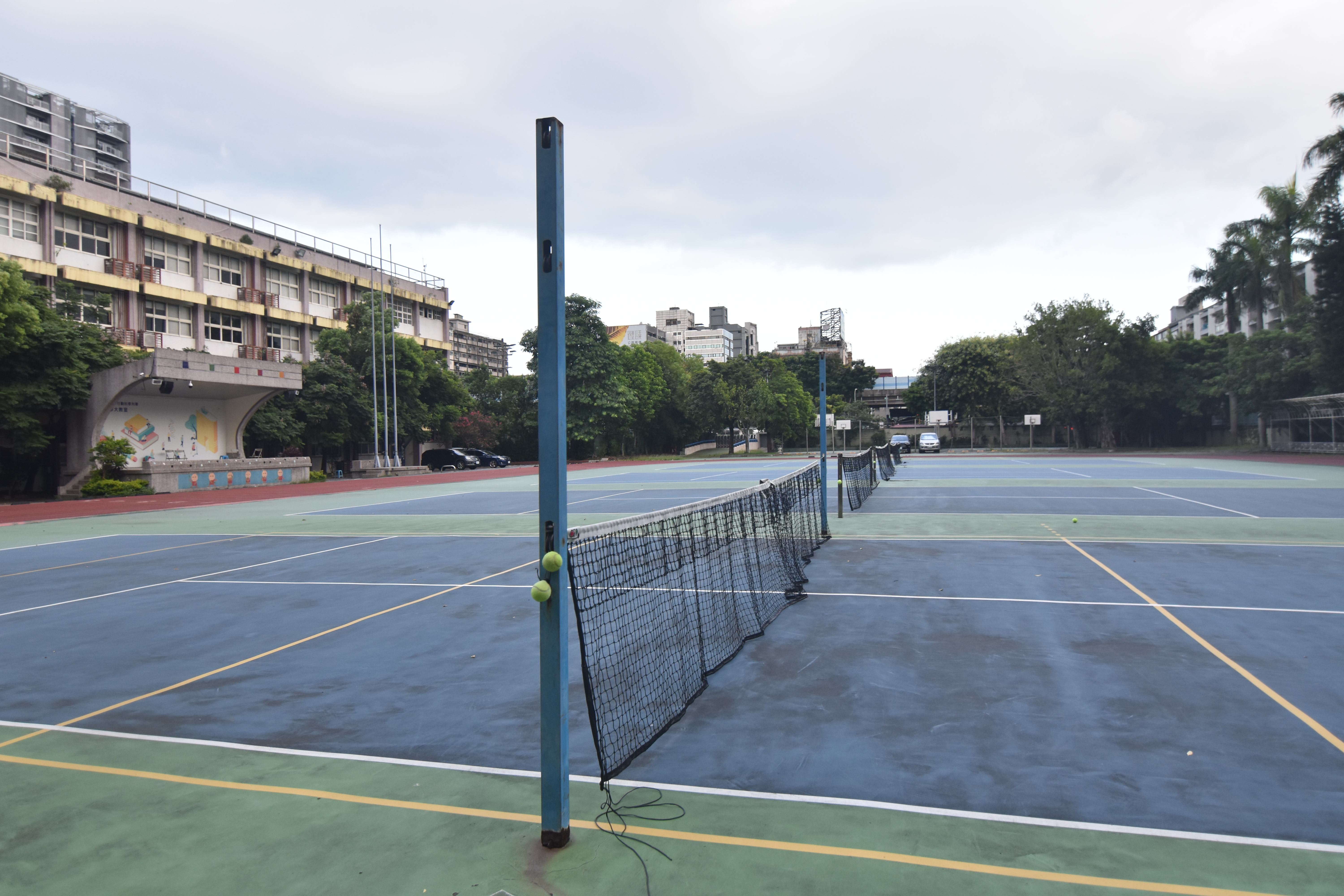
學校設有四座標準的網球場以支應充份教學。

新興國中的網球校隊實力堅強，在歷任教練陳南、陳名米、李秀明、謝旺成、何智仁等人的指導下，已獲得全國中等學校運動會國中男子組網球團體賽23次冠軍、國中女子組網球團體賽7次冠軍，而在臺北市教育盃網球賽國男團體更是已達28連霸。楊宗樺、謝政鵬、曾俊欣、梁恩碩、楊亞依、謝淑薇、詹詠然、詹皓晴等都是新興國中培養出來的。
2017年台北世大運裡，新興國中參賽校友有詹詠然、張凱真、謝政鵬、詹皓晴、彭賢尹5位。

## 校友
- 王世堅：台北市議員、前立法委員、大企業董事長[11]。
- 謝淑薇：2013年、2019年溫布頓網球公開賽及2014年法國網球公開賽女雙冠軍[3][12]。
- 詹詠然：2017年美國網球公開賽女雙冠軍，2018年、2019年法國網球公開賽及2019年溫布頓網球公開賽混雙冠軍[13]。
- 彭賢尹： 2017年台北世大運金牌[14]。
- 楊宗樺：2008年法國公開賽青少年單打冠軍、澳洲公開賽及溫布頓青少年雙打冠軍[3]。
- 謝政鵬：2008年澳洲公開賽及溫布頓青少年雙打冠軍[3]。
- 詹皓晴：2017年溫布頓網球公開賽女雙亞軍，2014年溫布頓網球公開賽及2017、2019年美國網球公開賽混雙亞軍[15]。
- 梁恩碩：2018年澳洲公開賽青少年單打冠軍[3]。
- 曾俊欣 ：2018年法國公開賽及溫布頓青少年單打冠軍[3]。
- 郭鑫：男演員、主持人。
- 巧瑜：藝人，PINK FUN女團成員的一員。

## 外部連結
- 臺北市立新興國民中學 （页面存档备份，存于）